# Wasserhaushaltsgleichung
Die Allgemeine Wasserhaushaltsgleichung, auch Wasserbilanz genannt, beschreibt die Beziehung zwischen den Komponenten und Kompartimenten des Wasserkreislaufes. Sie bildet die Grundlage der hydrologischen Bilanzierung. Die auf ein abgegrenztes Gebiet und einen bestimmten Zeitraum bezogene Formel lautet
Niederschlag + Zufluss = Evapotranspiration (Verdunstung) + Abfluss + Speicheränderung (Rücklage - Aufbrauch),
oder abgekürzt
N + Qin = ET + Qout + ΔS.
Bei Übereinstimmung von ober- und unterirdischem Einzugsgebiet, verkürzt sich die Wasserbilanz zu
N = ET + Q + ΔS.
In einem bestimmten Gebiet verteilt sich also die Niederschlagsmenge auf Anteile, die von Pflanzen oder freien Oberflächen verdunsten, die oberirdisch oder unterirdisch abfließen sowie auf den Anteil, der zur Änderung der Bodenwassermenge oder des Grundwasservorrats beiträgt. Ein negativer Abflusswert ist dabei als Zuflusswert zu interpretieren.
Betrachtet man einen genügend langen Zeitraum, so kann man die Gleichheit „Rücklage = Aufbrauch“ annehmen, womit sich die Wasserhaushaltsgleichung vereinfacht zu
N = ET + Q.
Stellt man zusätzlich die globale Bilanz für die gesamte Erdoberfläche auf, so muss in Summe „Abfluss = 0“ gelten, und man erhält die weitere Vereinfachung zu
N = ET.
Neben der Steuergröße Niederschlag haben vor allem das Klima, die Art des Bodens, die geologische Situation und die Vegetation/Landnutzung Einfluss auf die Wasserhaushaltsgleichung, z. B. verdunstet in heißen Klimazonen ein größerer Anteil des Niederschlages, folglich bleibt weniger für Grundwasserneubildung und Abflussbildung übrig (vereinfacht).